# Комітет Верховної Ради України з питань правової політики та правосуддя
Комітет Верховної Ради України з питань правової політики та правосуддя — колишній профільний Комітет Верховної Ради України, створений 4 грудня 2014 р. у парламенті VIII скликання на зміну комітетам з питань верховенства права та правосуддя та з питань правової політики.

## Склад VIII скликання[2]
Керівництво:
- голова Комітету — Князевич Руслан Петрович
- перший заступник голови Комітету — Ємець Леонід Олександрович
- заступник голови Комітету — Алєксєєв Сергій Олегович
- заступник голови Комітету — Яніцький Василь Петрович
- секретар Комітету — Лозовой Андрій Сергійович

Члени:
- Агафонова Наталія Володимирівна
- Алексєєв Ігор Сергійович
- Голуб Владислав Володимирович
- Голубов Дмитро Іванович
- Грановський Олександр Михайлович
- Денисенко Андрій Сергійович
- Денисенко Вадим Ігорович
- Жеваго Костянтин Валентинович
- Іллєнко Андрій Юрійович
- Ківалов Сергій Васильович
- Кіссе Антон Іванович
- Лапін Ігор Олександрович
- Македон Юрій Миколайович
- Мельниченко Володимир Володимирович
- Міщенко Сергій Григорович
- Німченко Василь Іванович
- Новак Наталія Василівна
- Писаренко Валерій Володимирович
- Помазанов Андрій Віталійович
- Романюк Роман Сергійович
- Сидорович Руслан Михайлович
- Соболєв Сергій Владиславович
- Сторожук Дмитро Анатолійович
- Супруненко Олександр Іванович
- Ткачук Геннадій Віталійович
- Філатов Борис Альбертович
- Черненко Олександр Миколайович
- Шпенов Дмитро Юрійович[1].